# Nipponomyia szechwanensis
Nipponomyia szechwanensis är en tvåvingeart som beskrevs av Alexander 1935. Nipponomyia szechwanensis ingår i släktet Nipponomyia och familjen hårögonharkrankar. Inga underarter finns listade i Catalogue of Life.